# Karolína Plíšková
Karolína Plíšková (gift Hrdličková), född 21 mars 1992 i Louny, är en tjeckisk högerhänt professionell tennisspelare. Som bäst har hon varit rankad 1:a i världen (17 juli–10 september 2017). Hennes tvillingsyster, Kristýna, är också tennisspelare (vänsterhänt).

## Tenniskarriären
Den 3 mars 2013 spelade Plíšková sin första final, i BMW Malaysian Open mötte hon Bethanie Mattek-Sands från USA och vann i tre set och därmed sin första WTA-titel.

## WTA-titlar

### Singel (4)
| Resultat | Final nr. | Datum             | Turnering                                         | Underlag       | Motståndare           | Resultat                |
| -------- | --------- | ----------------- | ------------------------------------------------- | -------------- | --------------------- | ----------------------- |
| Vinnare  | 1.        | 3 mars 2013       | Malaysian Open, Malaysia                          | Hard court     | Bethanie Mattek-Sands | 1–6, 7–5, 6–3           |
| Tvåa     | 2.        | 2 februari 2014   | PTT Pattaya Open, Thailand                        | Hard Court     | Jekaterina Makarova   | 3–6, 6–7(7–9)           |
| Tvåa     | 3.        | 24 maj 2014       | Nürnberger Versicherungscup, Tyskland             | Grus           | Eugenie Bouchard      | 2–6, 6–4, 3–6           |
| Tvåa     | 4.        | 14 september 2014 | Hong Kong Open, Hong Kong                         | Hard court     | Sabine Lisicki        | 5–7, 3–6                |
| Vinnare  | 5.        | 21 september 2014 | Korea Open, Sydkorea                              | Hard court     | Varvara Lepchenko     | 6–3, 6–7(5–7), 6–2      |
| Vinnare  | 6.        | 12 oktober 2014   | Generali Ladies Linz, Österrike                   | Hard court (i) | Camila Giorgi         | 6–7(4–7), 6–3, 7–6(7–4) |
| Tvåa     | 7.        | 15 januari 2015   | Sydney International, Australien                  | Hard court     | Petra Kvitová         | 6–7(5–7), 6–7(6–8)      |
| Tvåa     | 8.        | 21 februari 2015  | Dubai Tennis Championships, Förenade Arabemiraten | Hard court     | Simona Halep          | 4–6, 6–7(4–7)           |
| Vinnare  | 9.        | 2 maj 2015        | Sparta Prague Open, Tjeckien                      | Grus           | Lucie Hradecká        | 4–6, 7–5, 6–3           |
| Tvåa     | 10.       | 21 juni 2015      | Birmingham Classic, Storbritannien                | Gräs           | Angelique Kerber      | 7–6(7–5), 3–6, 6–7(4–7) |
| Tvåa     | 11.       | 9 augusti 2015    | Bank of the West Classic, USA                     | Hard court     | Angelique Kerber      | 3–6, 7–5, 4–6           |

### Dubbel (5)
| Resultat | Final nr. | Datum             | Turnering                                    | Underlag       | Medspelare         | Motståndare                              | Resultat          |
| -------- | --------- | ----------------- | -------------------------------------------- | -------------- | ------------------ | ---------------------------------------- | ----------------- |
| Tvåa     | 1.        | 14 juli 2013      | Internazionali Femminili di Palermo, Italien | Grus           | Kristýna Plíšková  | Kristina Mladenovic Katarzyna Piter      | 1–6, 7–5, [8–10]  |
| Vinnare  | 2.        | 13 oktober 2013   | Generali Ladies Linz, Österrike              | Hard court (i) | Kristýna Plíšková  | Gabriela Dabrowski Alicja Rosolska       | 7–6(8–6), 6–4     |
| Vinnare  | 3.        | 24 maj 2014       | Nürnberger Versicherungscup, Tyskland        | Grus           | Michaëlla Krajicek | Raluca Olaru Shahar Pe'er                | 6–0, 4–6, [10–6]  |
| Vinnare  | 4.        | 13 juli 2014      | Gastein Ladies, Österrike                    | Grus           | Kristýna Plíšková  | Andreja Klepač María Teresa Torró Flor   | 4–6, 6–3, [10–6]  |
| Vinnare  | 5.        | 14 september 2014 | Hong Kong Open, Hong Kong                    | Hard court     | Kristýna Plíšková  | Patricia Mayr-Achleitner Arina Rodionova | 6–2, 2–6, [12–10] |
| Tvåa     | 6.        | 19 mars 2016      | Indian Wells Open, USA                       | Hard court     | Julia Görges       | Bethanie Mattek-Sands Coco Vandeweghe    | 6–4, 4–6, [6–10]  |
| Vinnare  | 7.        | 19 juni 2016      | Birmingham Classic, Storbritannien           | Gräs           | Barbora Strýcová   | Vania King Alla Kudrjavtseva             | 6–3, 7–6(7–1)     |